# Lijst van premiers van Guinee
Hieronder staat een chronologische lijst van premiers van Guinee.

## Premiers van Guinee
| Premier        | Premier                             | Ambtstermijn     | Ambtstermijn     | Partij |
| -------------- | ----------------------------------- | ---------------- | ---------------- | ------ |
|                | Louis Lansana Beavogui (1923-1984)  | 26 april 1972    | 3 april 1984     | PDG    |
|                | Diarra Traoré (1935-1985)           | 5 april 1984     | 18 december 1984 | Mil.   |
| Ambt opgeheven |                                     |                  |                  |        |
|                | Sidya Touré (1945)                  | 9 juli 1996      | 8 maart 1999     | n/p    |
|                | Lamine Sidimé (1944)                | 8 maart 1999     | 23 februari 2004 | PUP    |
|                | François Lonseny Fall (1949)        | 23 februari 2004 | 30 april 2004    | PUP    |
| Vacant         |                                     |                  |                  |        |
|                | Cellou Dalein Diallo (1952)         | 9 december 2004  | 5 april 2006     | PUP    |
| Vacant         |                                     |                  |                  |        |
|                | Eugène Camara (1942-2019)           | 9 februari 2007  | 26 februari 2007 | PUP    |
|                | Lansana Kouyaté (1950)              | 1 maart 2007     | 20 mei 2008      | n/p    |
|                | Ahmed Tidiane Souaré (1951)         | 20 mei 2008      | 24 december 2008 | n/p    |
|                | Kabiné Komara (1950)                | 30 december 2008 | 26 januari 2010  | n/p    |
|                | Jean-Marie Doré (1939-2016)         | 26 januari 2010  | 24 december 2010 | UPG    |
|                | Mohamed Saïd Fofana (1952)          | 24 december 2010 | 26 december 2015 | n/p    |
|                | Mamady Youla (1961)                 | 26 december 2015 | 24 mei 2018      | n/p    |
|                | Ibrahima Kassory Fofana (1954/1955) | 24 mei 2018      | 5 september 2021 | GPT    |
| Vacant         |                                     |                  |                  |        |
|                | Mohamed Béavogui (1953)             | 6 oktober 2021   | 16 juli 2022     | n/p    |
|                | Bernard Goumou (1980)               | 16 juli 2022     | 19 februari 2024 | n/p    |
| Vacant         |                                     |                  |                  |        |
|                | Bah Oury (1958)                     | 27 februari 2024 | huidig           | UDRG   |

Afkortingen:
- PDG = Parti Démocratique de Guinée (Democratische Partij van Guinee)
- PUP = Parti de l'Unité et du Progrès (Verenigde Vooruitgangspartij)
- Mil. = Militair
- n/p = partijloos
- GPT = Guinée Pour Tous (Guinee Voor Allen)